# Lisabeula
Lisabeula az Amerikai Egyesült Államok északnyugati részén, Washington állam King megyéjében elhelyezkedő önkormányzat nélküli település.
Lisabeula postahivatala 1892 és 1935 között működött. A Lisabeula elnevezés az Elisa és Beulah nevek összevonásával keletkezett.

## Fordítás
- Ez a szócikk részben vagy egészben  a   Lisabeula, Washington című angol Wikipédia-szócikk ezen változatának fordításán alapul.  Az eredeti cikk szerkesztőit annak laptörténete sorolja fel. Ez a jelzés csupán a megfogalmazás eredetét és a szerzői jogokat jelzi, nem szolgál a cikkben szereplő információk forrásmegjelöléseként.